# Giovanni Eroli
Giovanni Eroli (Narni, 17 novembre 1813 – Narni, 9 gennaio 1904) è stato uno scrittore, storico e storico dell'arte italiano.

## Biografia
Nacque a Narni il 17 novembre 1813 nella famiglia dei marchesi Eroli da Francesco e Luisa Tani di Cannara. Studiò presso il seminario-convitto vescovile di Senigallia, sotto la protezione del vescovo e cardinale Fabrizio Sceberras Testaferrata, dove fu condiscepolo di Gioacchino Pecci (futuro papa Leone XIII), con cui si trovò spesso a rivaleggiare nelle gare scolastiche di prosodia e latino; già durante gli studi manifestò un interesse per la storia, la paleografia, l'archeologia e per l'erudizione in generale.
Terminato il primo ciclo di studi, si iscrisse all'Università di Roma dove si laureò; dal 1831 e per i successivi tre anni fu allievo della Pontificia Accademia Ecclesiastica, seguendo la volontà del padre che intravedeva per lui una brillante carriera clericale. Ottenuta una pensione di studio dal camerlengo Bartolomeo Pacca, conseguì i gradi accademici ed entrò come praticante presso il Supremo tribunale della Segnatura apostolica, iniziando a frequentare gli ambienti pontifici nei quali, divenuto presto benvoluto e conosciuto, ottenne rapidamente la dignità di canonico della chiesa di Santa Maria ad Martyres presso il Pantheon.
Deciso tuttavia a "né fare il prete né a maritarsi, amante com'era della sua libertà", lasciò seppur soffertamente la sua carriera prelatizia nel 1840 e si ritirò a Narni per proseguire gli studi personali e vivendo di una modesta rendita, a cui si aggiunse la prebenda dell'abbazia di San Pellegrino, giuspatronato di famiglia. Soprattutto dopo la morte del padre, avvenuta nel 1849, iniziò una lunga carriera come scrittore, latinista, storico ed erudito locale, scrivendo prevalentemente nel suo dialetto, ma si dedicò anche al giornalismo e alla poesia, divenendo un richiestissimo verseggiatore in occasione di nozze aristocratiche, oltre che alla sperimentazione di novità tecnologiche, come ad esempio la fotografia. I suoi interessi, in particolare quello per la fotografia, furono al centro di una descrizione redatta dallo storico Ferdinand Gregorovius, che lo conobbe durante il suo passaggio per Narni nel 1861, nel suo Pellegrinaggi in Italia. Fu appassionato inoltre di cucina, pasticceria, fisica, dinamica, aerodinamica, magnetismo, astronomia e geografia oltre che membro della Società Dantesca Italiana (di cui fu socio fondatore), della Società di storia patria e della Società Geografica Italiana.
Morì a Narni il 9 gennaio 1904. Alla sua memoria è dedicata la biblioteca comunale di Narni presso palazzo Eroli e il suo archivio personale è custodito dal comune di Narni.